# Переворот в Хиве (1918)
Переворот в Хиве (узб. Xivada davlat toʻntarishi) — захват власти в Хиве вождём племени туркмен-йомудов Джунаид-ханом. 

## Предыстория
После российской Февральской революции в ханстве была сделана попытка провести либеральные реформы. Младохивинцы заставили хан Хивы Асфандияр-хана издать манифест о частичных реформах. Хан был консерватором и воспрепятствовал этим реформам, и в июне 1917 года одна часть лидеров младохивинцев была арестована, другая — бежала в Туркестан. После Октябрьской революции в России и прихода к власти большевиков с их декретами недовольство ханом в Хивинском ханстве усилилось ещё больше.

## Переворот
В январе 1918 года вождь туркмен-йомудов Джунаид-хан с отрядом в 1500 всадников занял Хиву, а затем и другие районы ханства. Сопротивления практически не было. Формально оставив на престоле Асфандияр-хана, он установил диктаторский режим. 1 октября Асфандияр-хан был казнен Джунаид-ханом во дворце Нуруллабай, и ханом стал его брат Саид Абдулла-хан.